# Мельндаль (комуна)
Комуна Мельндаль (швед. Mölndals kommun) — адміністративно-територіальна одиниця місцевого самоврядування, що розташована в лені Вестра-Йоталанд у південно-західній Швеції.
Мельндаль 264-а за величиною території комуна Швеції. Адміністративний центр комуни — місто Мельндаль.

## Населення
Населення становить 61 659 чоловік (станом на вересень 2012 року). 
| Кількість населення комуни Мельндаль за 1970-2010 роки | Кількість населення комуни Мельндаль за 1970-2010 роки | Кількість населення комуни Мельндаль за 1970-2010 роки | Кількість населення комуни Мельндаль за 1970-2010 роки | Кількість населення комуни Мельндаль за 1970-2010 роки |
| ------------------------------------------------------ | ------------------------------------------------------ | ------------------------------------------------------ | ------------------------------------------------------ | ------------------------------------------------------ |
| Рік                                                    |                                                        |                                                        | Населення                                              |                                                        |
| 1970                                                   | 1970                                                   |                                                        | 44 769                                                 | 44 769                                                 |
| 1975                                                   | 1975                                                   |                                                        | 47 295                                                 | 47 295                                                 |
| 1980                                                   | 1980                                                   |                                                        | 47 788                                                 | 47 788                                                 |
| 1985                                                   | 1985                                                   |                                                        | 49 785                                                 | 49 785                                                 |
| 1990                                                   | 1990                                                   |                                                        | 52 028                                                 | 52 028                                                 |
| 1995                                                   | 1995                                                   |                                                        | 54 254                                                 | 54 254                                                 |
| 2000                                                   | 2000                                                   |                                                        | 56 137                                                 | 56 137                                                 |
| 2005                                                   | 2005                                                   |                                                        | 58 234                                                 | 58 234                                                 |
| 2010                                                   | 2010                                                   |                                                        | 60 973                                                 | 60 973                                                 |
| Джерело: SCB                                           |                                                        |                                                        |                                                        |                                                        |

## Населені пункти
Комуні підпорядковано 5 міських поселень (tätort) та низка сільських, більші з яких:
- Гетеборг (Göteborg) (частина)
- Мельндаль (Mölndal)
- Геллесокер (Hällesåker)
- Коллеред (Kållered)
- Ліндоме (Lindome)
- Тулебу (Tulebo)
- Ґреґґеред (Greggered)

## Міста побратими
Комуна підтримує побратимські контакти з такими муніципалітетами:
- Альбертслюнд, Данія
- Боркен, Німеччина

## Галерея

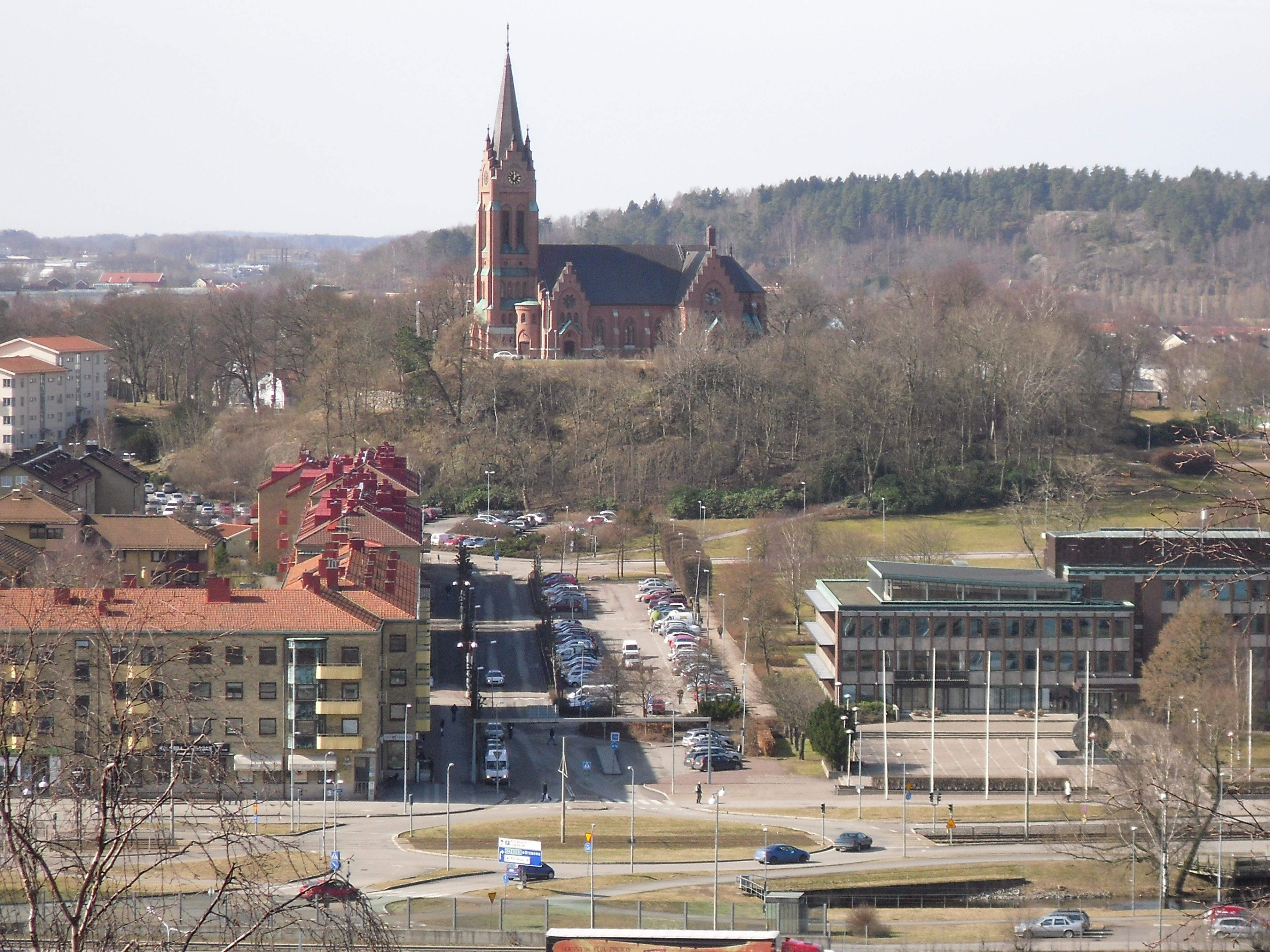
Мельндаль
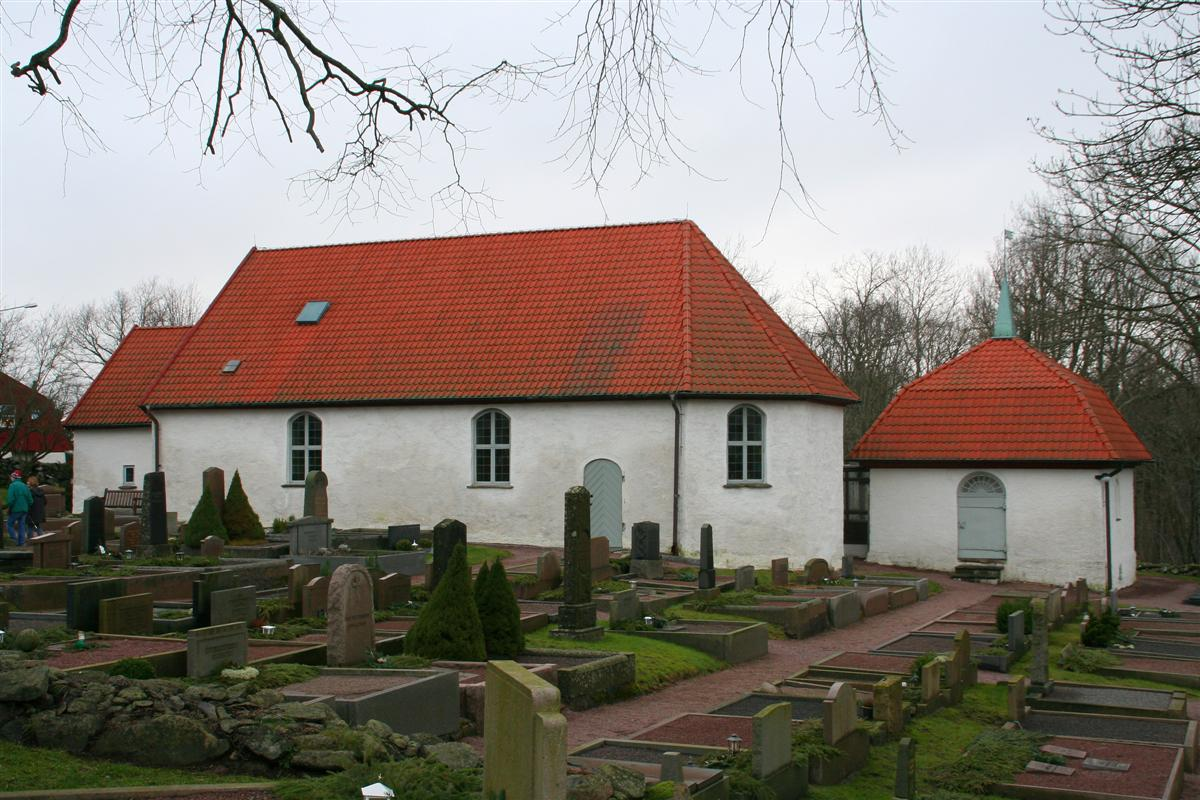
Церква (Коллеред)
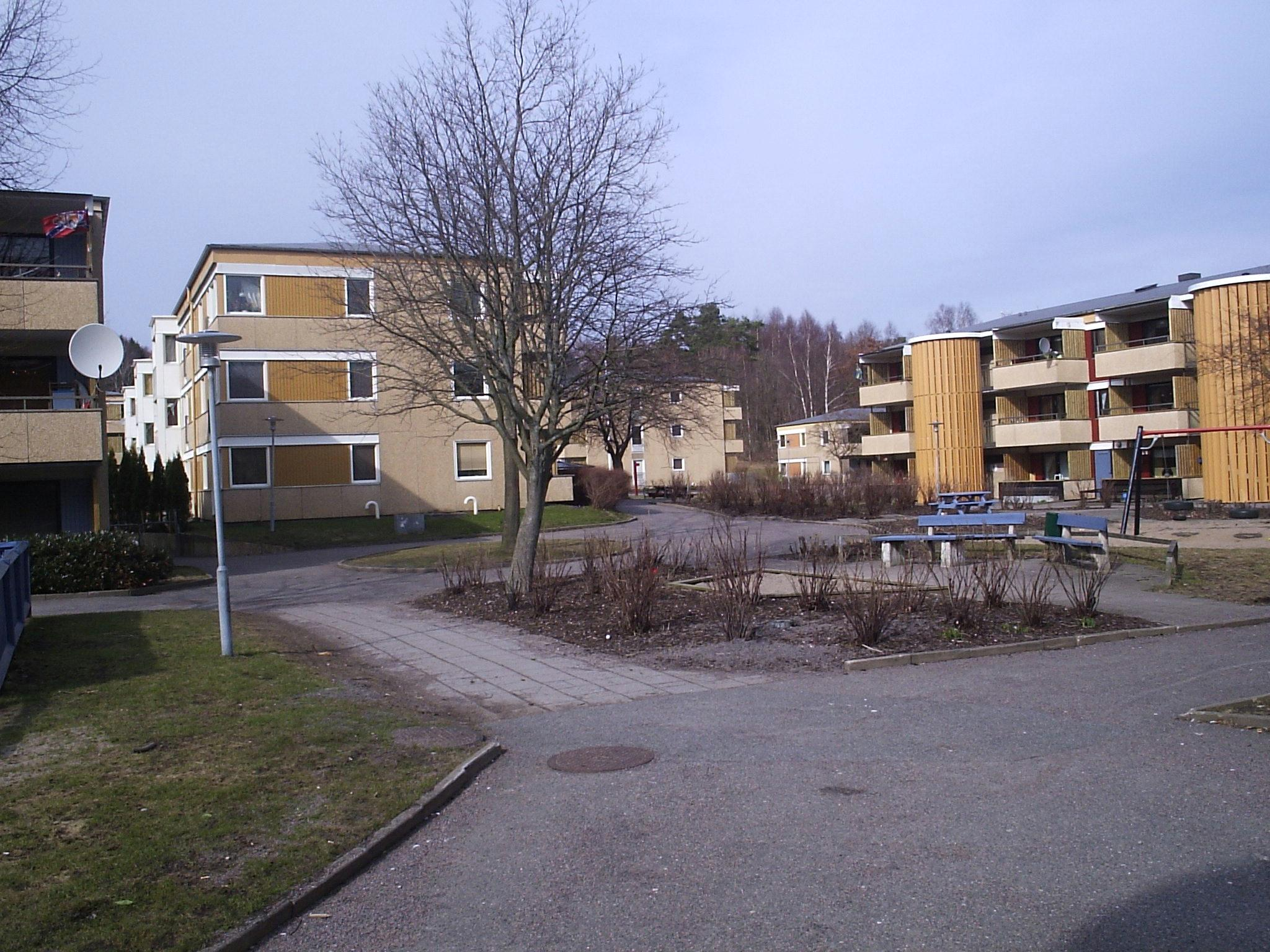
Містечко Ліндоме
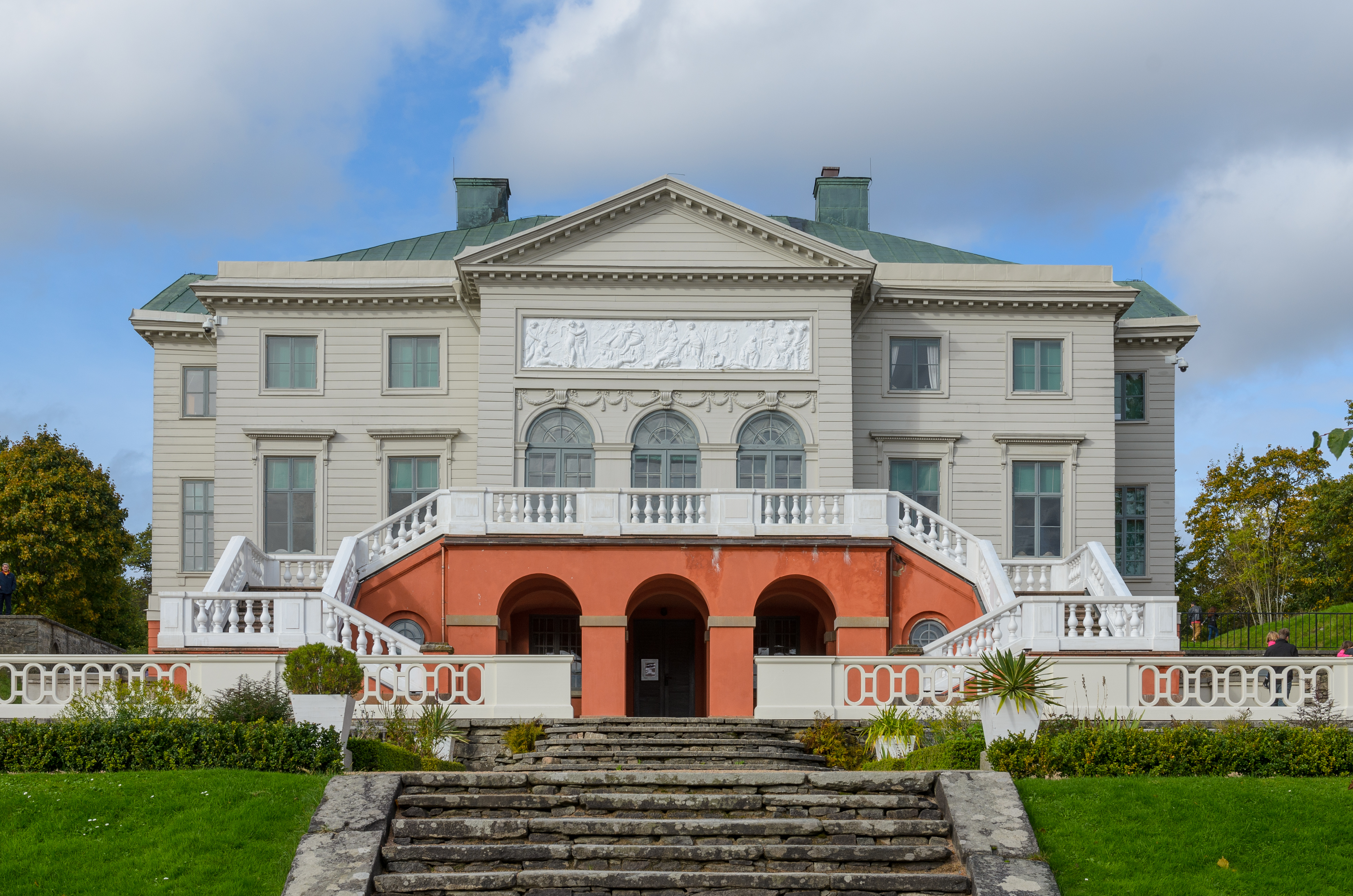
Замок Ґуннебу

## Виноски
1. ↑  Folkmangd i riket, lan och kommuner (шв.) . Центральне бюро статистики Швеції. Архів оригіналу за 20 серпня 2013. Процитовано 21 лютого 2013.